# Paratropus perlinskii
Paratropus perlinskii är en skalbaggsart som beskrevs av Miłosz A. Mazur 1972. Paratropus perlinskii ingår i släktet Paratropus och familjen stumpbaggar. Inga underarter finns listade i Catalogue of Life.